# Кастел де Паолис (Рим)
Кастел де Паолис је насеље у Италији у округу Рим, региону Лацио.
Према процени из 2011. у насељу је живело 39 становника. Насеље се налази на надморској висини од 288 м.